# Альфред Курелла
Альфред Курелла (2 травня 1895, Бжег, тепер Польща — 12 червня 1975, Берлін, НДР) — німецький письменник, публіцист, перекладач, громадський діяч НДР, член Німецької Академії мистецтв. Член Компартії Німеччини з 1918 року (з 1946 — член СЄПН; з 1957 — член її ЦК). Діяч Комуністичного Інтернаціоналу Молоді.
Робив переклади творів Т. Шевченка.

## Біографія
Альфред Курелла, син лікаря та психіатра Ганса Курелли (1858–1916) та перекладачки та письменниці Марі Курелли (1868–1923). Зустрічався з В. І. Леніним. У 1935—1954 роках жив і працював у Радянському Союзі.

## Твори
Мав літературні псевдоніми Б. Ціглер, В. Ребіг, А. Бернард. Автор романів «Акти з Гронау» (1954), «Пішак у великій грі» (1961), збірок літературознавчих статей, публіцистичних праць «Димитров проти Герінга» (1964) та інших, книжки «На шляху до Леніна» (1967) тощо.
Перекладав твори російських письменників, вірменського та грузинського епосу. Йому належать переклади понад 80 віршів і поем Т. Шевченка у двотомному виданні «Кобзаря» німецькою мовою (Москва, 1951), ряд статей і досліджень про українського поета.